# Futbol'nyj Klub Šachtar Donec'k 2021-2022 (femminile)
Questa voce raccoglie le informazioni riguardanti la squadra femminile dello Shakhtar Donetsk nelle competizioni ufficiali della stagione 2021-2022.

## Maglie e sponsor
Lo sponsor tecnico per la stagione 2021-2022 è Puma.
| Casa | Trasferta | 1ª portiere | 2ª portiere |

## Rosa
| N. |                    | Ruolo | Calciatrice                |
| -- | ------------------ | ----- | -------------------------- |
| 1  | Ucraina (bandiera) | P     | Marija Denyščyč (capitano) |
| 3  | Ucraina (bandiera) | C     | Valerija Olchovs'ka        |
| 6  | Ucraina (bandiera) | D     | Diana Kravčuk              |
| 7  | Ucraina (bandiera) | A     | Nadija Vaheryč             |
| 8  | Ucraina (bandiera) | D     | Ljubov Mochnač             |
| 9  | Ucraina (bandiera) | D     | Oleksandra Krevs'ka        |
| 10 | Ucraina (bandiera) | C     | Viktorija Holovač          |
| 11 | Ucraina (bandiera) | A     | Polina Jančuk              |
| 12 | Ucraina (bandiera) | A     | Olena Manzjuk              |
| 13 | Ucraina (bandiera) | D     | Chrystyna Kozub            |

| N. |                     | Ruolo | Calciatrice         |
| -- | ------------------- | ----- | ------------------- |
| 14 | Ucraina (bandiera)  | C     | Alina Staruchina    |
| 17 | Ucraina (bandiera)  | C     | Svitlana Kohut      |
| 18 | Ucraina (bandiera)  | D     | Anastasija Illina   |
| 19 | Ucraina (bandiera)  | C     | Jelyzaveta Molodjuk |
| 20 | Moldavia (bandiera) | A     | Veronica Cojuhari   |
| 21 | Ucraina (bandiera)  | C     | Oleksandra Janjeva  |
| 22 | Ucraina (bandiera)  | D     | Marija Kovb         |
| 23 | Ucraina (bandiera)  | P     | Viktorija Petrovec' |
| 99 | Ucraina (bandiera)  | C     | Marija Vykaljuk     |

## Risultati

### Perša Liha

#### Girone d'andata
| Arbitro: | Mamčur |

|  |           |                                                                 |
|  | Marcatori | 6’ Staruchina 16’ (rig.) Jančuk 30’, 40’ Molodjuk 90+3’ Manzjuk |

| Arbitro: | Pan'kiv |

|  |           | |
|  | Marcatori | 2’, 81’ Cojuhari 10’ Holovač 16’, 77’, 79’ Krevs'ka 18’, 25’ Mochnač 23’ Molodjuk 43’ Veheryč 86’ Manzjuk |

| Arbitro: | Usova |

| |           |  |
| Jančuk 15’ (rig.), 35’, 56’, 68’, 79’ Cojuhari 27’ Holovač 31’, 36’ Kohut 34’, 43’ Kovb 63’ Manzjuk 81’ Kravčuk 84’ | Marcatori |  |

| Arbitro: | Topčajev |

|  |           | |
|  | Marcatori | 3’, 8’, 21’, 68’, 69’ Jančuk 5’, 36’, 40’, 52’, 67’, 81’ Cojuhari 11’ Molodjuk 20’ Krevs'ka 23’ Mochnač 24’ Kohut 44’ (aut.) Zdorovec' |

| Arbitro: | Pryčyna |

|                                                                          |           |  |
| Manzjuk 4’ Poberij 7’ (aut.) Kovb 47’ Kozuk 72’ Holovač 80’ Molodjuk 86’ | Marcatori |  |

| 3 ottobre 2021 6ª giornata |  | – (turno di riposo) |  |  |

| Arbitro: | Pryčyna |

|                              |           |  |
| Jančuk 11’, 66’ Cojuhari 49’ | Marcatori |  |

| Arbitro: | Kozoroh |

|  |           |                                                                                          |
|  | Marcatori | 6’ Molodjuk 43’ Veheryč 56’, 71’, 79’ Jančuk 75’ (rig.) Janjeva 89’ Krevs'ka 90’ Mochnač |

| Arbitro: | Usova |

| |           |  |
| Jančuk 6’, 57’, 77’, 90+1’ Myn'o 8’ (aut.) Staruchina 15’ (rig.), 87’ Illina 19’ Cojuhari 56’, 67’, 71’, 78’ | Marcatori |  |

#### Girone di ritorno
| Arbitro: | Kozoroh |

|                                                                                         |           |  |
| Krevs'ka 17’, 58’ Jančuk 24’, 50’, 88’ Veheryč 54’, 71’ Kozub 73’, 74’, 90’ Manzjuk 85’ | Marcatori |  |

| Arbitro: | Kozoroh |

|                                       |           |  |
| Jančuk 50’, 76’ Cojuhari 53’ Kovb 83’ | Marcatori |  |

| Odessa 2022 Gruppo B - 12ª giornata | Čornomorec' | – (annullata) | Šachtar | Stadio Ljustdorf |

| Ščaslyve 2022 Gruppo B - 13ª giornata | Šachtar | – (annullata) | Kobra | Arsenal Arena |

| Poltava 2022 Gruppo B - 14ª giornata | Vorskla | – (annullata) | Šachtar | Stadio Vorskla |

| 2022 Gruppo B - 15ª giornata |  | – (turno di riposo, annullata) |  |  |

| Verchn'odniprovs'k 2022 Gruppo B - 16ª giornata | Dnipro-1 | – (annullata) | Šachtar | Stadio centrale |

| Ščaslyve 2022 Gruppo B - 17ª giornata | Šachtar | – (annullata) | Junist' | Arsenal Arena |

| Mykolaïv 2022 Gruppo B - 18ª giornata | Nika Mykolaïv | – (annullata) | Šachtar | Park Peremogy |

### Coppa d'Ucraina
| Ščaslyve 20 novembre 2021 Ottavi di finale | Šachtar | 3 – 0 (a tavolino) | Voschod | Arsenal Arena |

| Arbitro: | Mamčur |

|  |           |                   |
|  | Marcatori | 16’, 86’ Kalinina |

## Statistiche

### Statistiche di squadra
| Competizione    | Punti | In casa | In casa | In casa | In casa | In casa | In casa | In trasferta | In trasferta | In trasferta | In trasferta | In trasferta | In trasferta | Totale | Totale | Totale | Totale | Totale | Totale | DR  |
| Competizione    | Punti | G       | V       | N       | P       | Gf      | Gs      | G            | V            | N            | P            | Gf           | Gs           | G      | V      | N      | P      | Gf     | Gs     | DR  |
| --------------- | ----- | ------- | ------- | ------- | ------- | ------- | ------- | ------------ | ------------ | ------------ | ------------ | ------------ | ------------ | ------ | ------ | ------ | ------ | ------ | ------ | --- |
| Perša Liha      | 30    | 6       | 6       | 0       | 0       | 49      | 0       | 4            | 4            | 0            | 0            | 40           | 0            | 10     | 10     | 0      | 0      | 89     | 0      | +89 |
| Coppa d'Ucraina | -     | 2       | 1       | 0       | 1       | 3       | 2       | 0            | 0            | 0            | 0            | 0            | 0            | 2      | 1      | 0      | 1      | 3      | 2      | +1  |
| Totale          | 30    | 8       | 7       | 0       | 1       | 52      | 2       | 4            | 4            | 0            | 0            | 40           | 0            | 12     | 11     | 0      | 1      | 92     | 2      | +90 |

### Andamento in campionato
| Giornata  | 1 | 2 | 3 | 4 | 5 | 6 | 7 | 8 | 9 | 10 | 11 | 12 | 13 | 14 | 15 | 16 | 17 | 18 |
| --------- | - | - | - | - | - | - | - | - | - | -- | -- | -- | -- | -- | -- | -- | -- | -- |
| Luogo     | T | T | C | T | C | – | C | T | C | C  | C  | T  | C  | T  | –  | T  | C  | T  |
| Risultato | V | V | V | V | V | – | V | V | V | V  | V  | –  | –  | –  | –  | –  | –  | –  |
| Posizione | 2 | 1 | 1 | 1 | 1 | 1 | 1 | 1 | 1 | 1  | 1  | –  | –  | –  | –  | –  | –  | –  |

Legenda:

Luogo: C = Casa; T = Trasferta. Risultato: V = Vittoria; N = Pareggio; P = Sconfitta.

### Statistiche delle giocatrici
| Giocatore      | Perša Liha | Perša Liha | Perša Liha  | Perša Liha | Coppa d'Ucraina | Coppa d'Ucraina | Coppa d'Ucraina | Coppa d'Ucraina | Totale   | Totale | Totale      | Totale     |
| Giocatore      | Presenze   | Reti       | Ammonizioni | Espulsioni | Presenze        | Reti            | Ammonizioni     | Espulsioni      | Presenze | Reti   | Ammonizioni | Espulsioni |
| -------------- | ---------- | ---------- | ----------- | ---------- | --------------- | --------------- | --------------- | --------------- | -------- | ------ | ----------- | ---------- |
| A. Astachova   | 0          | 0          | 0           | 0          | 1               | 0               | 0               | 0               | 1        | 0      | 0           | 0          |
| V. Cojuhari    | 10         | 15         | 1           | 0          | 0               | 0               | 0               | 0               | 10       | 15     | 1           | 0          |
| M. Denyščyč    | 9          | 0          | 0           | 0          | 0               | 0               | 0               | 0               | 9        | 0      | 0           | 0          |
| O. Henyk       | 0          | 0          | 0           | 0          | 1               | 0               | 0               | 0               | 1        | 0      | 0           | 0          |
| V. Holovač     | 6          | 4          | 0           | 0          | 1               | 0               | 0               | 0               | 7        | 4      | 0           | 0          |
| A. Illina      | 9          | 1          | 1           | 0          | 0               | 0               | 0               | 0               | 9        | 1      | 1           | 0          |
| P. Jančuk      | 10         | 25         | 0           | 0          | 0               | 0               | 0               | 0               | 10       | 25     | 0           | 0          |
| O. Janjeva     | 8          | 1          | 0           | 0          | 0               | 0               | 0               | 0               | 8        | 1      | 0           | 0          |
| S. Kohut       | 10         | 3          | 0           | 0          | 0               | 0               | 0               | 0               | 10       | 3      | 0           | 0          |
| M. Kovb        | 10         | 3          | 1           | 0          | 0               | 0               | 0               | 0               | 10       | 3      | 1           | 0          |
| K. Kozub       | 10         | 4          | 0           | 0          | 1               | 0               | 0               | 0               | 11       | 4      | 0           | 0          |
| D. Kravčuk     | 3          | 1          | 0           | 0          | 1               | 0               | 0               | 0               | 4        | 1      | 0           | 0          |
| O. Krevs'ka    | 10         | 7          | 0           | 0          | 1               | 0               | 0               | 0               | 11       | 7      | 0           | 0          |
| O. Manzjuk     | 9          | 5          | 0           | 0          | 0               | 0               | 0               | 0               | 9        | 5      | 0           | 0          |
| L. Mochnač     | 10         | 4          | 0           | 0          | 1               | 0               | 0               | 0               | 11       | 4      | 0           | 0          |
| J. Molodjuk    | 10         | 6          | 3           | 0          | 1               | 0               | 0               | 0               | 11       | 6      | 3           | 0          |
| V. Ol'chovs'ka | 10         | 0          | 0           | 0          | 0               | 0               | 0               | 0               | 10       | 0      | 0           | 0          |
| V. Petrovec'   | 2          | 0          | 0           | 0          | 0               | 0               | 0               | 0               | 2        | 0      | 0           | 0          |
| A. Staruchina  | 10         | 3          | 0           | 0          | 0               | 0               | 0               | 0               | 10       | 3      | 0           | 0          |
| L. Ustinova    | 0          | 0          | 0           | 0          | 1               | -2              | 0               | 0               | 1        | -2     | 0           | 0          |
| N. Veheryč     | 9          | 4          | 0           | 0          | 0               | 0               | 0               | 0               | 9        | 4      | 0           | 0          |
| M. Vykaljuk    | 0          | 0          | 0           | 0          | 1               | 0               | 1               | 0               | 1        | 0      | 1           | 0          |
| T. Vyšnevs'ka  | 0          | 0          | 0           | 0          | 1               | 0               | 0               | 0               | 1        | 0      | 0           | 0          |
| L. Zaborovec'  | 0          | 0          | 0           | 0          | 1               | 0               | 0               | 0               | 1        | 0      | 0           | 0          |